# French Island (Victoria)
French Island ist eine Insel in der Western Port Bay 61 km südlich von Melbourne, Victoria (Australien). Rund 70 Prozent der Inselfläche von 170 km² gehören zum French-Island-Nationalpark.
Die Insel nimmt einen großen Teil der Western Port Bay ein und liegt 1,3 bis 9,4 km von deren Küste entfernt. 4,7 km weiter südlich liegt Phillip Island. Höchste Erhebung ist der Mount Wellington mit 96 Metern. French Island ist nur dünn besiedelt. Zur Volkszählung 2016 wohnten 119 Menschen auf der Insel. Als Hauptort gilt Tankerton im Südwesten. 
Im Jahr 2021 wurde im Schutzgebiet über den bisher größten Fund der seit 1988 als gefährdet eingestuften Pilzspezies Hypocreopsis amplectens (englisch Tea-tree Fingers) berichtet.